# Alisdair Hopkinson, 2. Baron Colyton
Alisdair John Munro Hopkinson, 2. Baron Colyton (* 7. Mai 1958) ist ein britischer Peer und parteiloser Politiker.

## Leben und Karriere
Hopkinson wurde am 7. Mai 1958 als Sohn von Hon. Nicholas Henry Eno Hopkinson (1932–1991) und Fiona Margaret Munro (1937–1996) geboren. Er hat einen jüngeren Bruder.

## Mitgliedschaft im House of Lords
Er erbte im Januar 1996 nach dem Tod seines Großvaters den Titel des Baron Colyton und den damals damit verbundenen Sitz im House of Lords.
Am  29. Oktober 1998 nahm er erstmals seinen Sitz ein. Zu Wort meldete er sich dort nie.
- Sitzungsperiode 1997/1998: 1* Tag (von 228)

Seinen Sitz verlor er durch den House of Lords Act 1999. Für einen der verbleibenden Sitze trat er nicht an.
Der Hereditary Peerage Association gehört er nicht an.
Im Register of Hereditary Peers, die für eine Nachwahl zur Verfügung stehen, ist er nicht verzeichnet.

## Familie
Er heiratete 1980 Philippa J. Bell, die Tochter von Peter J. Bell.
Sie leben in Kirriemuir, Angus in Schottland. Sie haben drei Kinder, zwei Söhne und eine Tochter.